# Örasjöbäcken-Storsvedjan
Örasjöbäcken-Storsvedjan este o arie protejată (arie specială de conservare — SAC, sit de importanță comunitară — SCI) din Suedia întinsă pe o suprafață de 227,5 ha, integral pe uscat.

## Localizare
Centrul sitului Örasjöbäcken-Storsvedjan este situat la coordonatele 62°43′57″N 17°07′50″E / 62.7325°N 17.1306°E.

## Înființare
Situl Örasjöbäcken-Storsvedjan a fost declarat sit de importanță comunitară în ianuarie 2002 pentru a proteja 2 specii de animale. Situl a fost protejat și ca arie specială de conservare în martie 2011.

## Biodiversitate
Situată în ecoregiunea boreală, aria protejată conține 7 habitate naturale: Cursuri de apă de la nivel de câmpie la nivel montan, cu vegetație Ranunculion fluitantis și Callitricho-Batrachion, Pante stâncoase silicioase cu vegetație casmofită, Taiga vestică, Păduri fino-scandinave bogate în ierburi cu Picea abies, Mlaștini împădurite, Mlaștini turboase de tranziție și turbării mișcătoare, Râuri naturale fino-scandinave.
La baza desemnării sitului se află mai multe specii protejate:
- nevertebrate (1): Margaritifera margaritifera
- pești (1): zglăvoacă (Cottus gobio)